# Mindelheim
Mindelheim (pronunciación en alemán: /ˈmɪndl̩ˌhaɪ̯m/ⓘ) es la capital del distrito de Baja Algovia en la región administrativa de Suabia del Estado libre de Baviera en Alemania.

## Población
15 247 habitantes censados a 31 de diciembre de 2020.

## Geografía
Está situada a orillas del río Mindel, del que viene su nombre (alemán "Mindelheim" significa "Casa junto al río Mindel").
- Altitud: 601 metros.
- Latitud: 48º 03' 00" N
- Longitud: 010º 28' 59" E

## Galería de imágenes

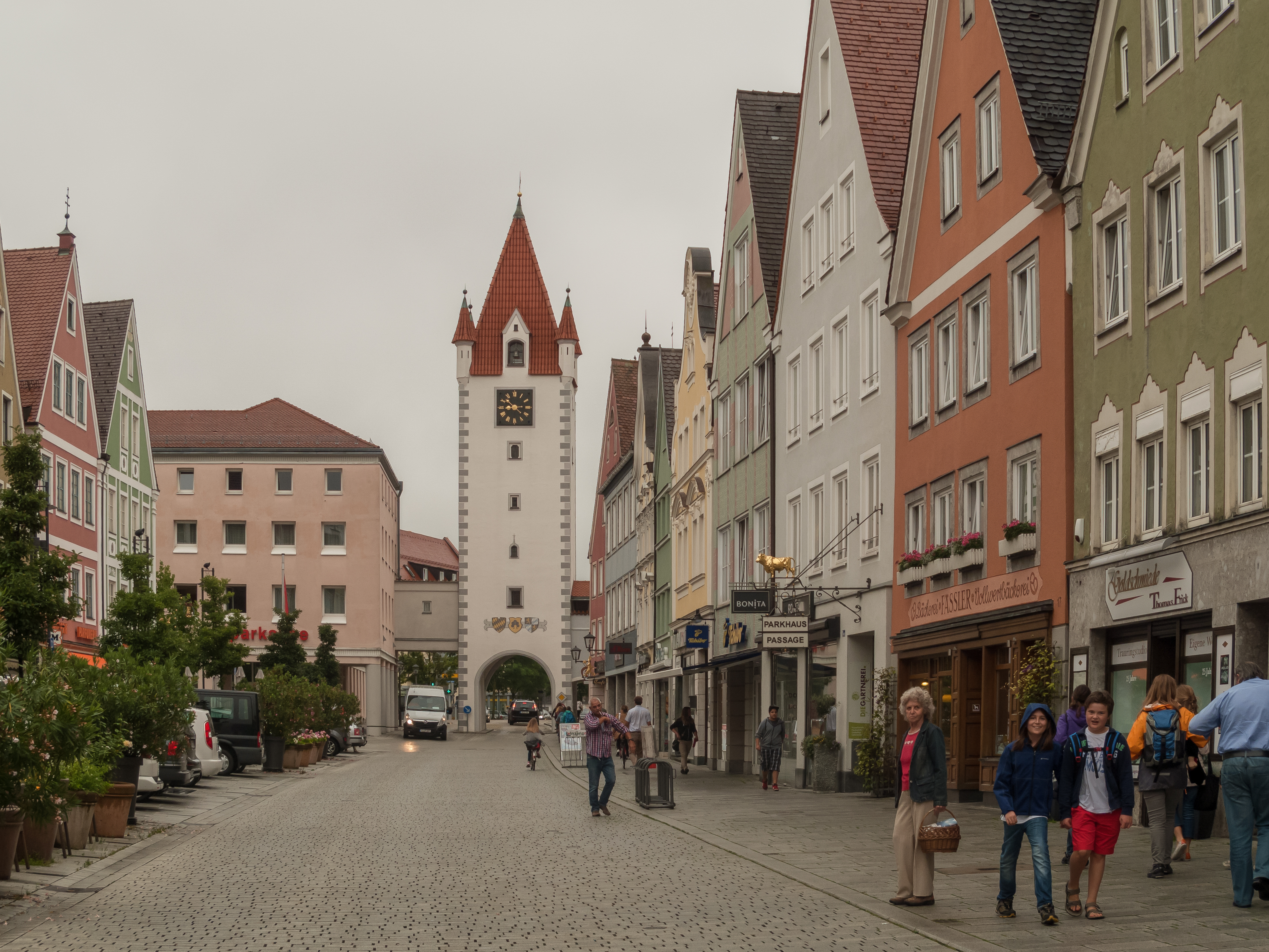
Vista de la calle Maximilianstrasse con la puerta (Unteres Tor).
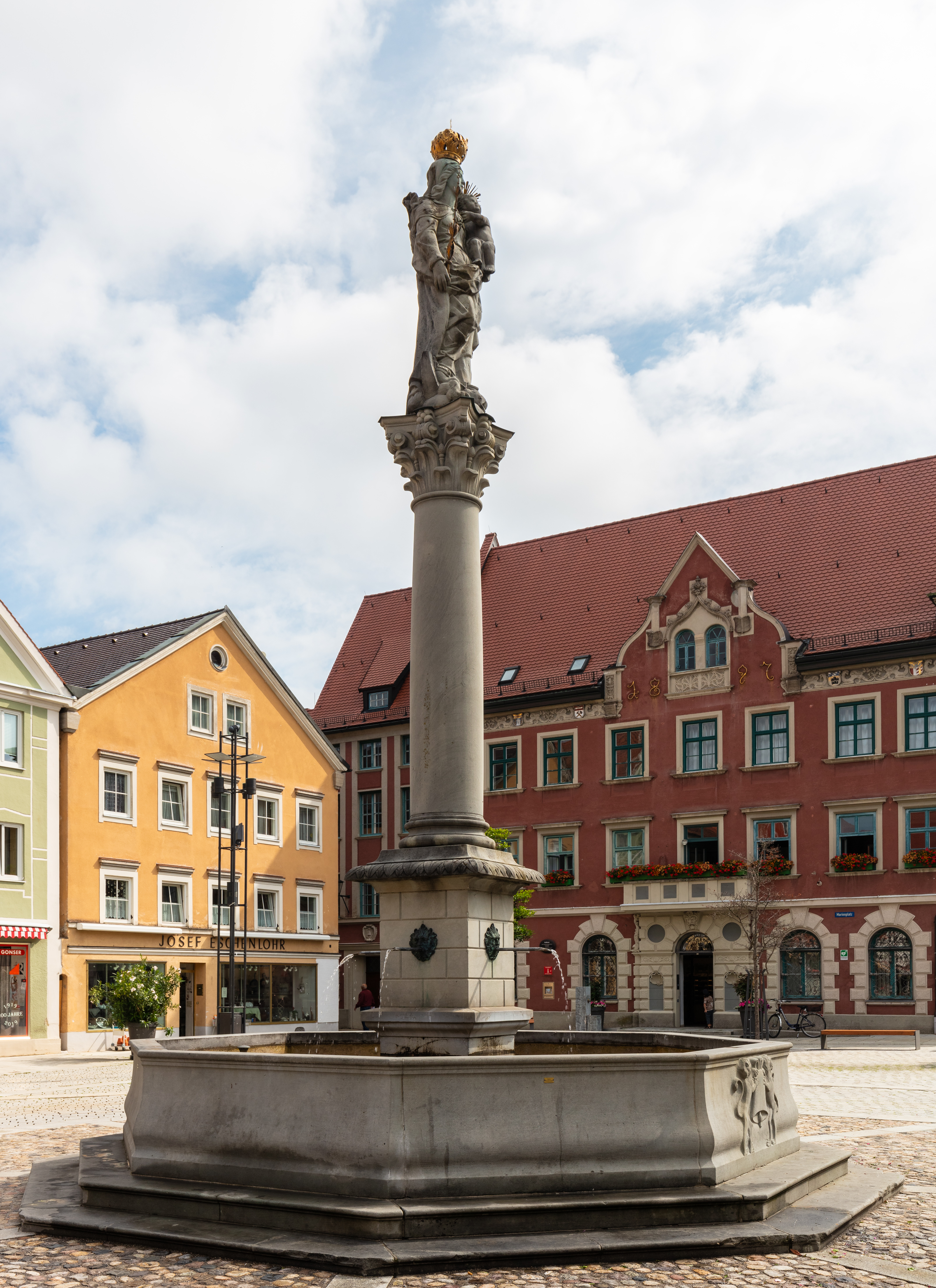
Columna de María.
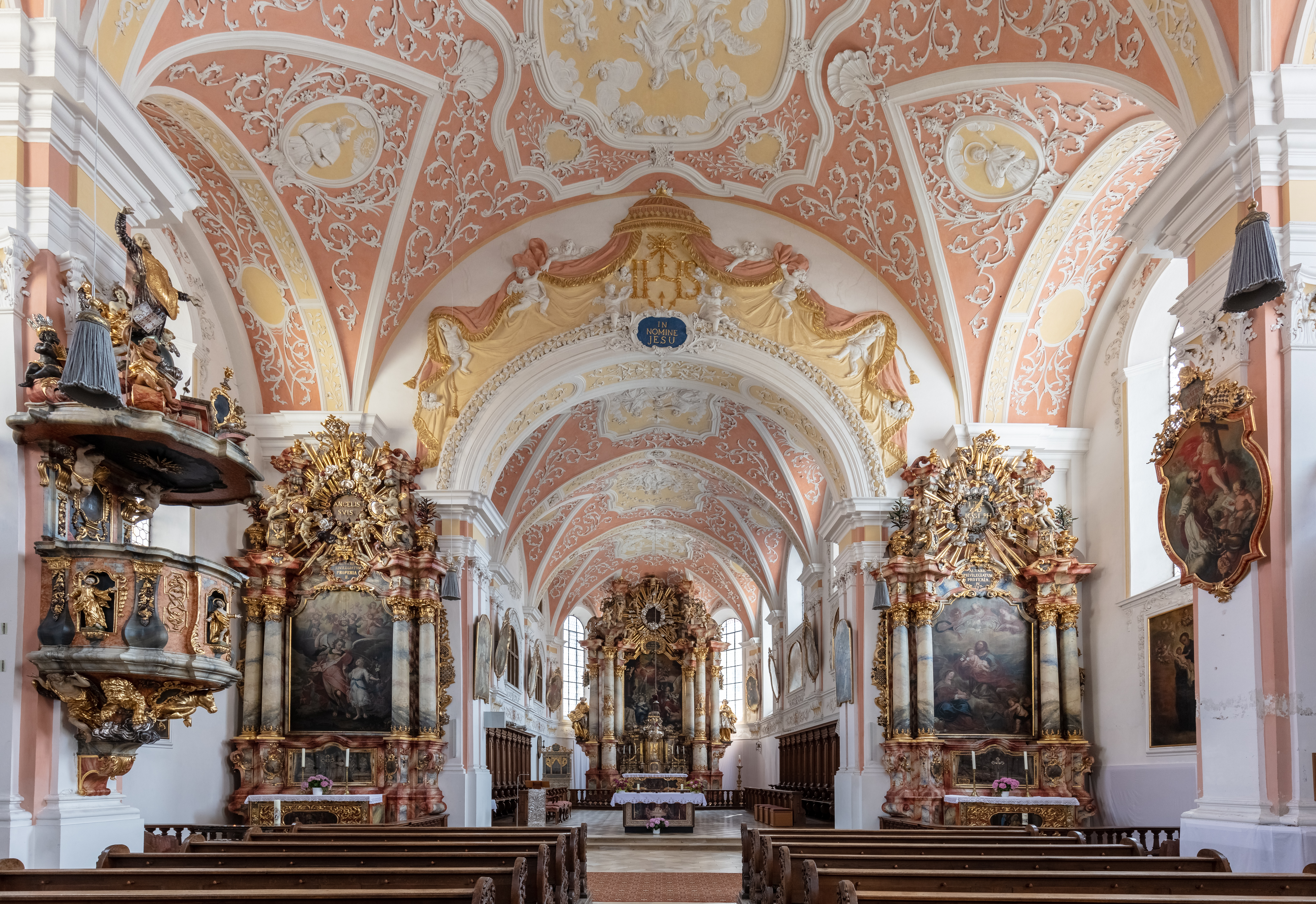
Iglesia de la Anunciación.
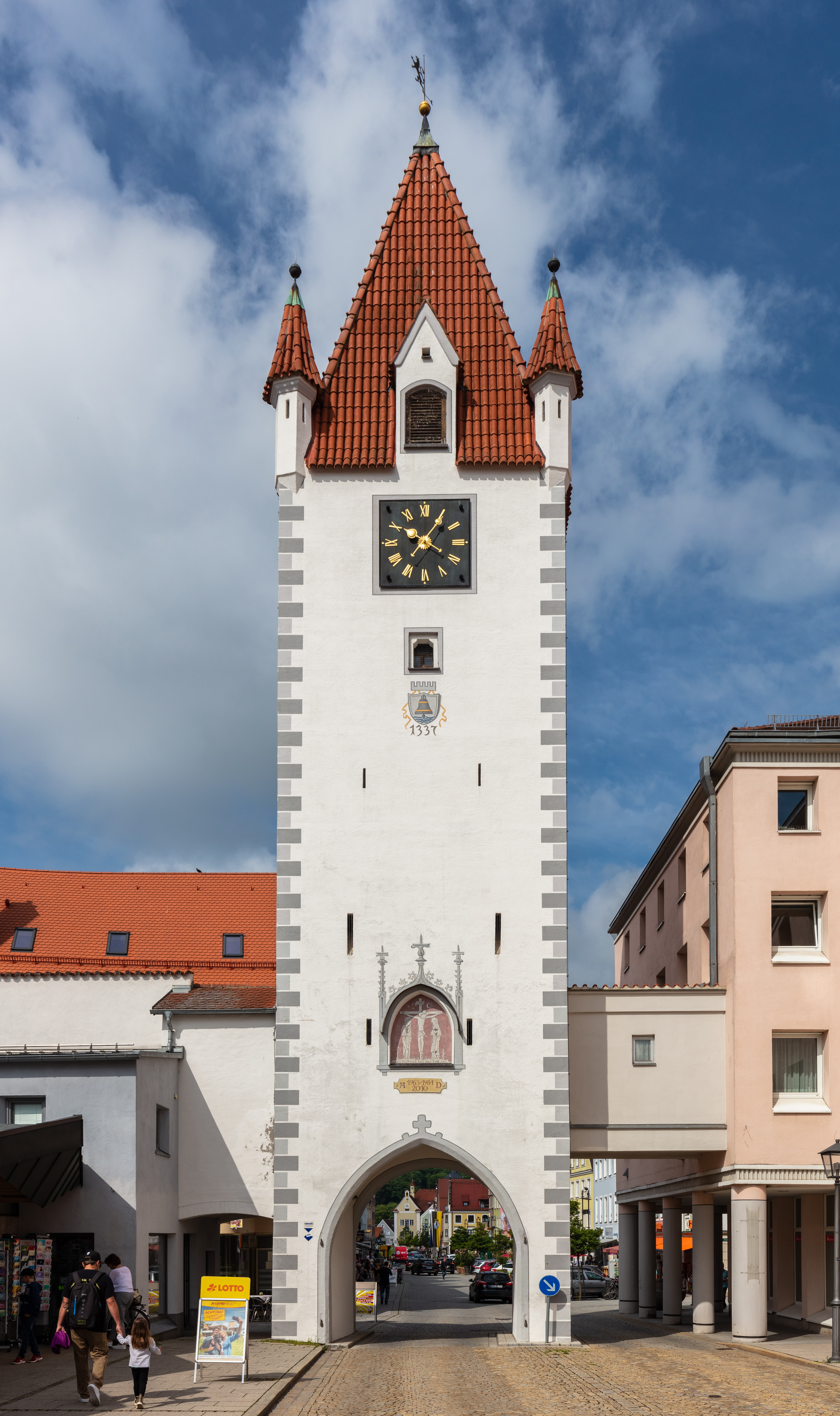
Puerta Alta.
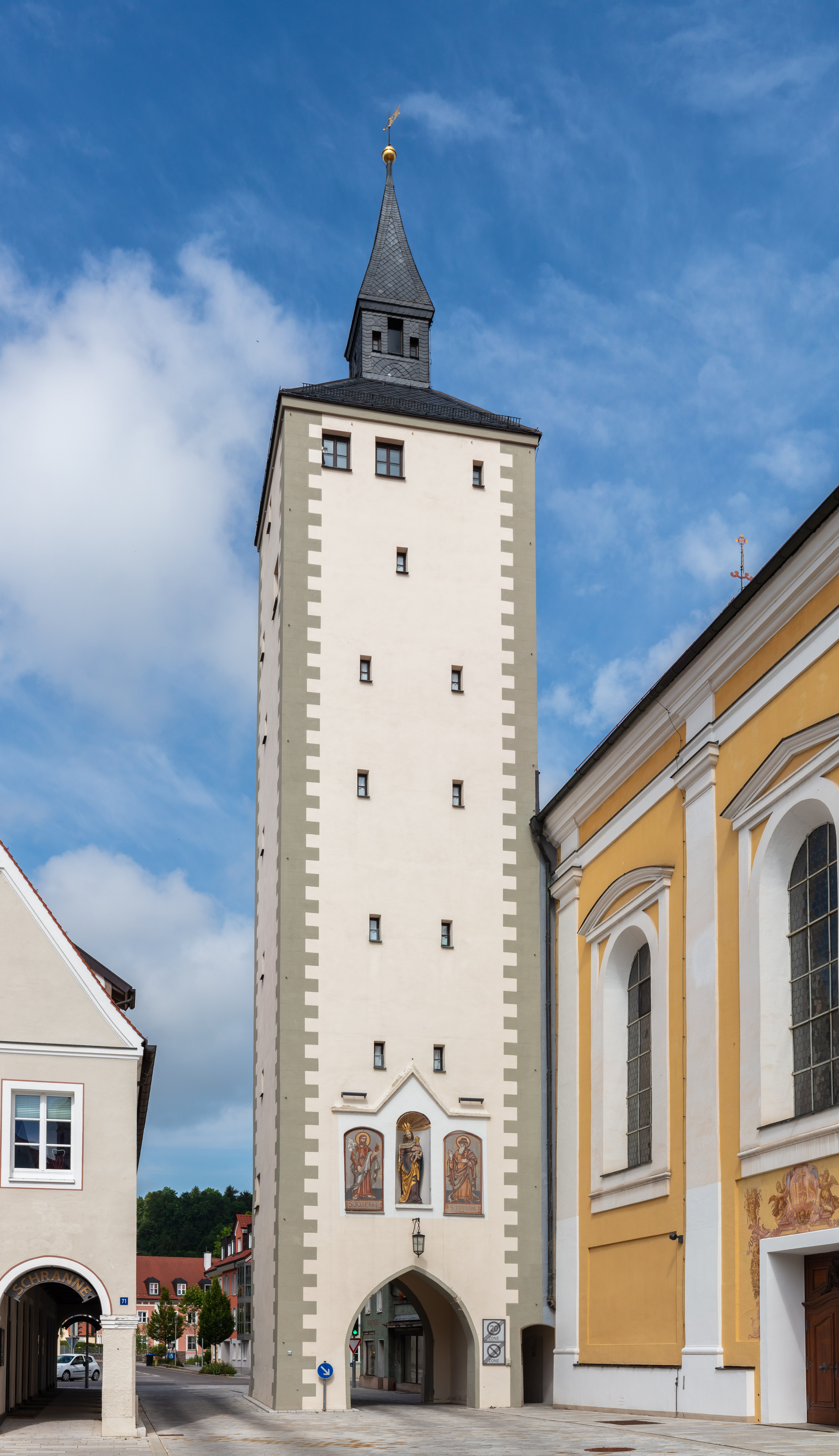
Puerta Baja.
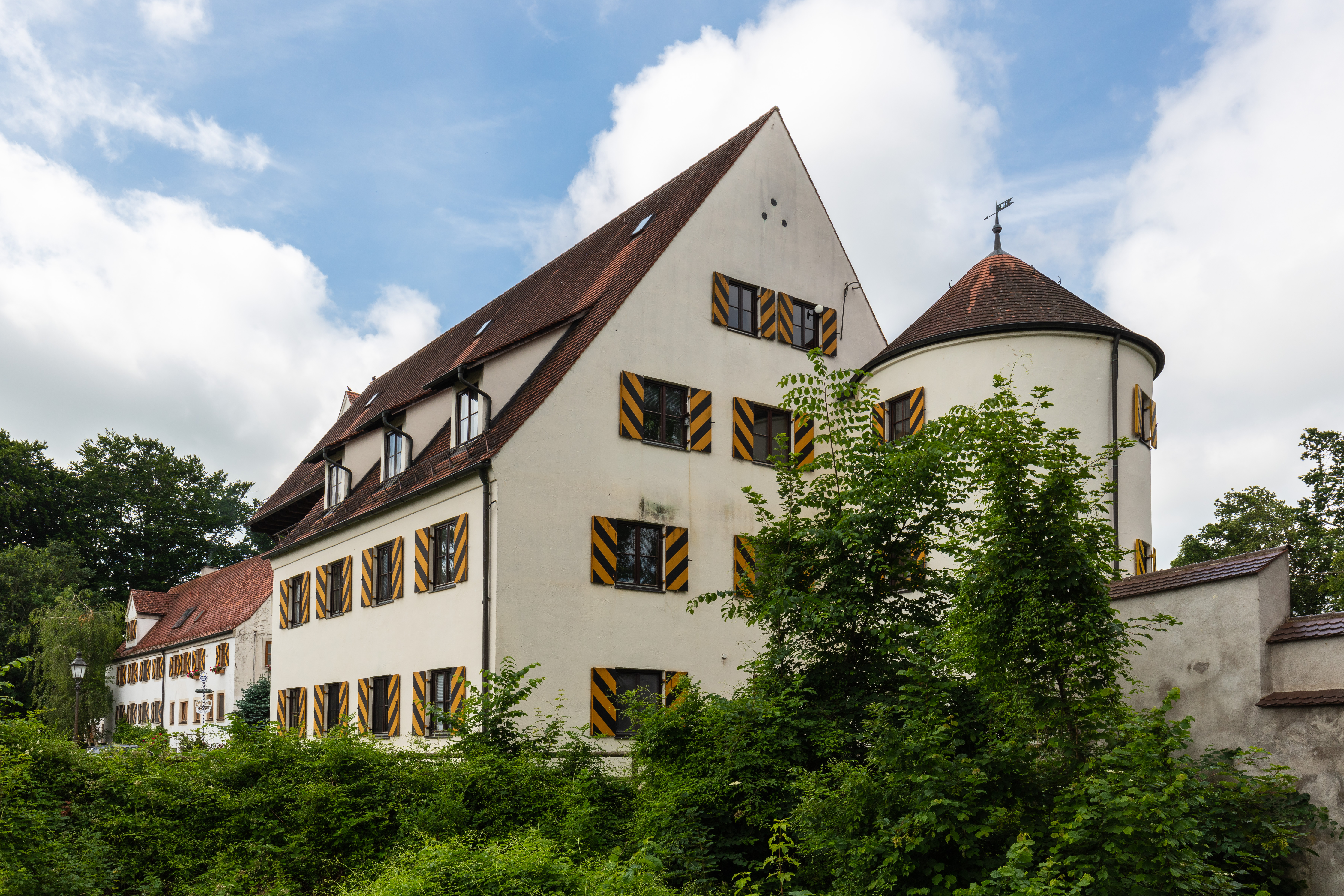
Castillo de Mindelburg.
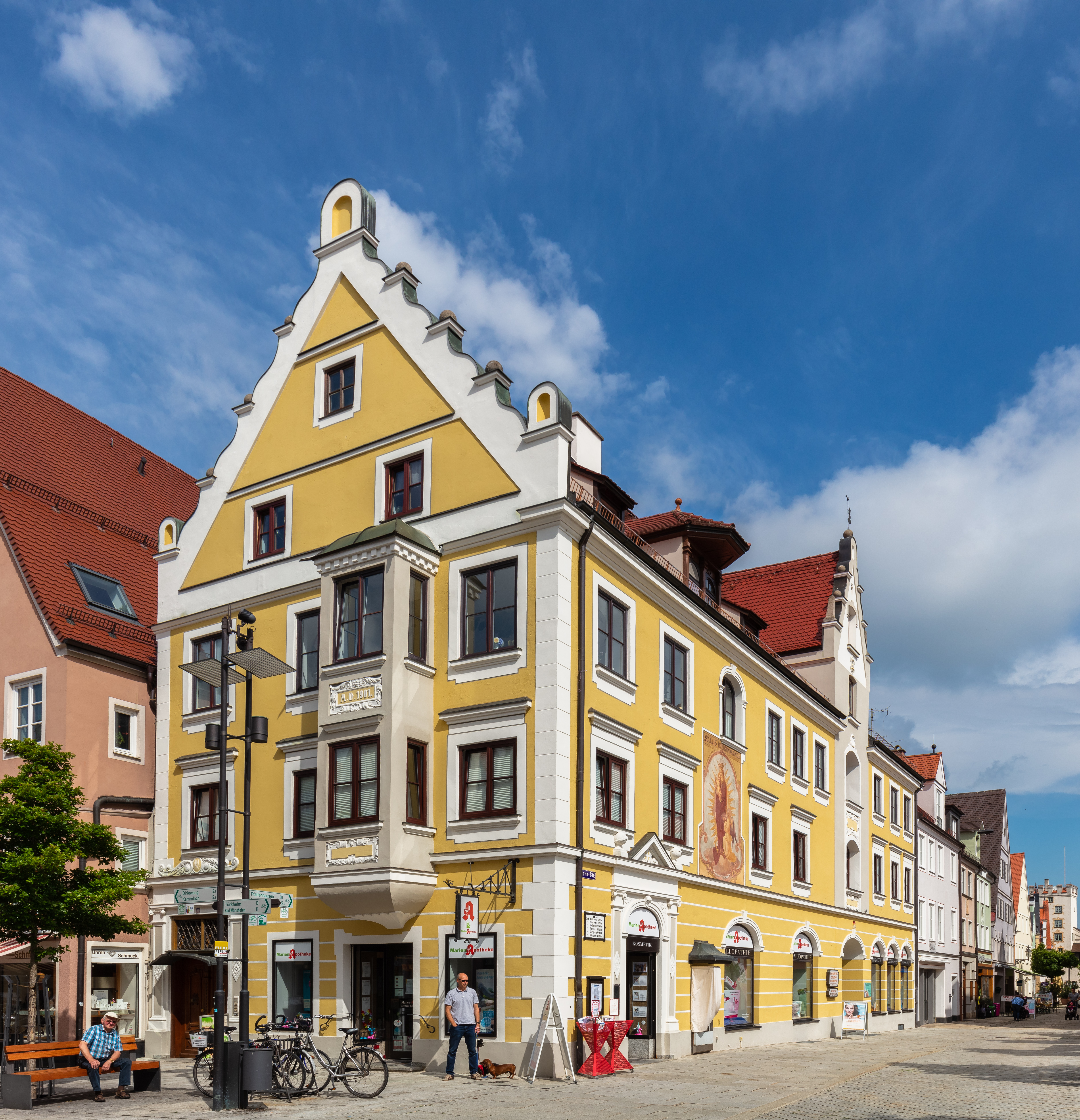
Edificio histórico en Maximilianstr. 36.
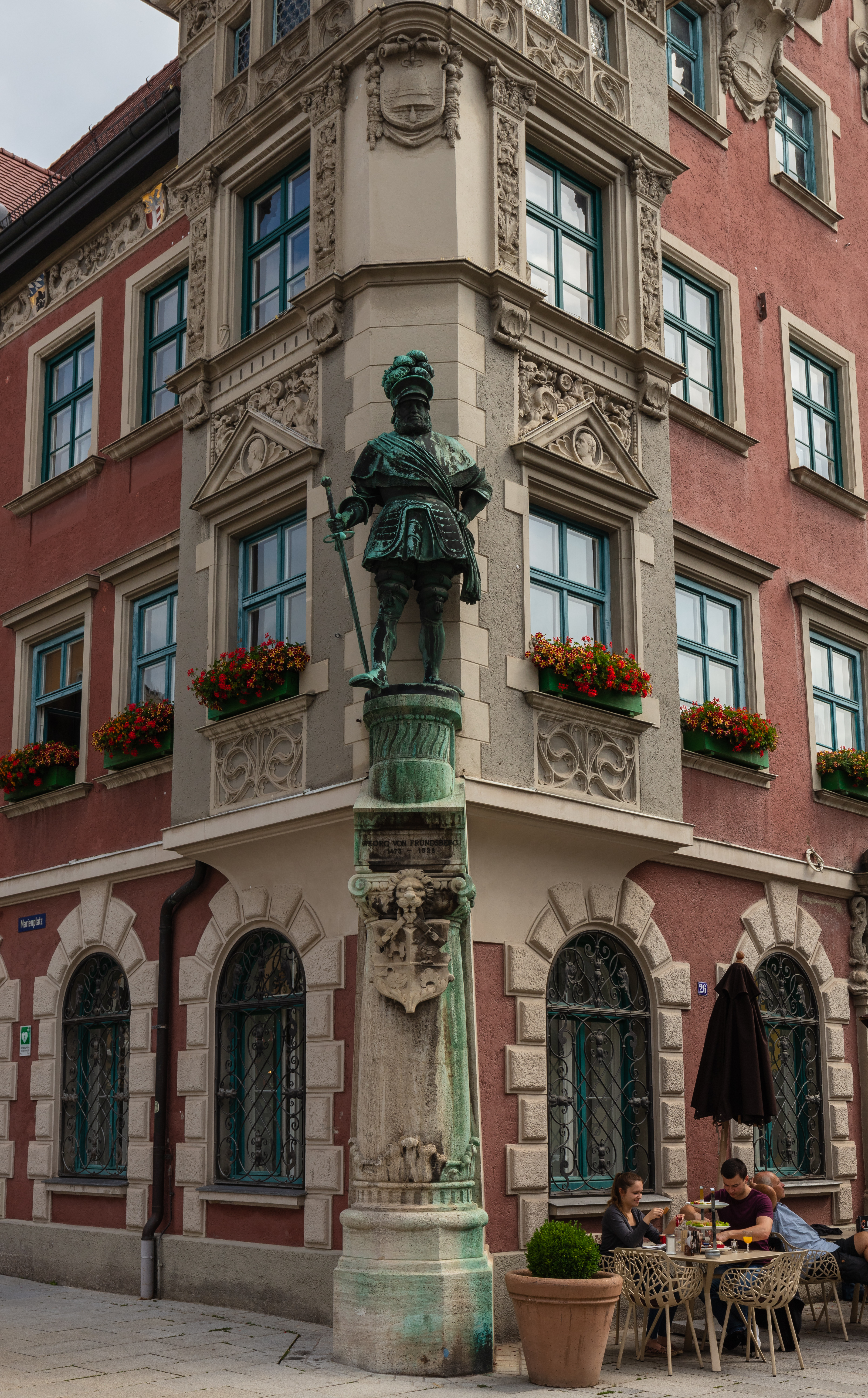
Ayuntamiento.